# Kadyr Gulyamov
Kadyr Gafurovich Gulamov (en uzbeko: Qodir Gʻulomov, cirílico Қодир Ғуломов, en ruso: Кадыр Гафурович Гуламов; nacido el 17 de febrero de 1945) es un político uzbeko que se ha desempeñado como Ministro de Defensa de Uzbekistán. Hasta la fecha, fue el primer y único líder civil de un departamento militar uzbeko.

## Biografía

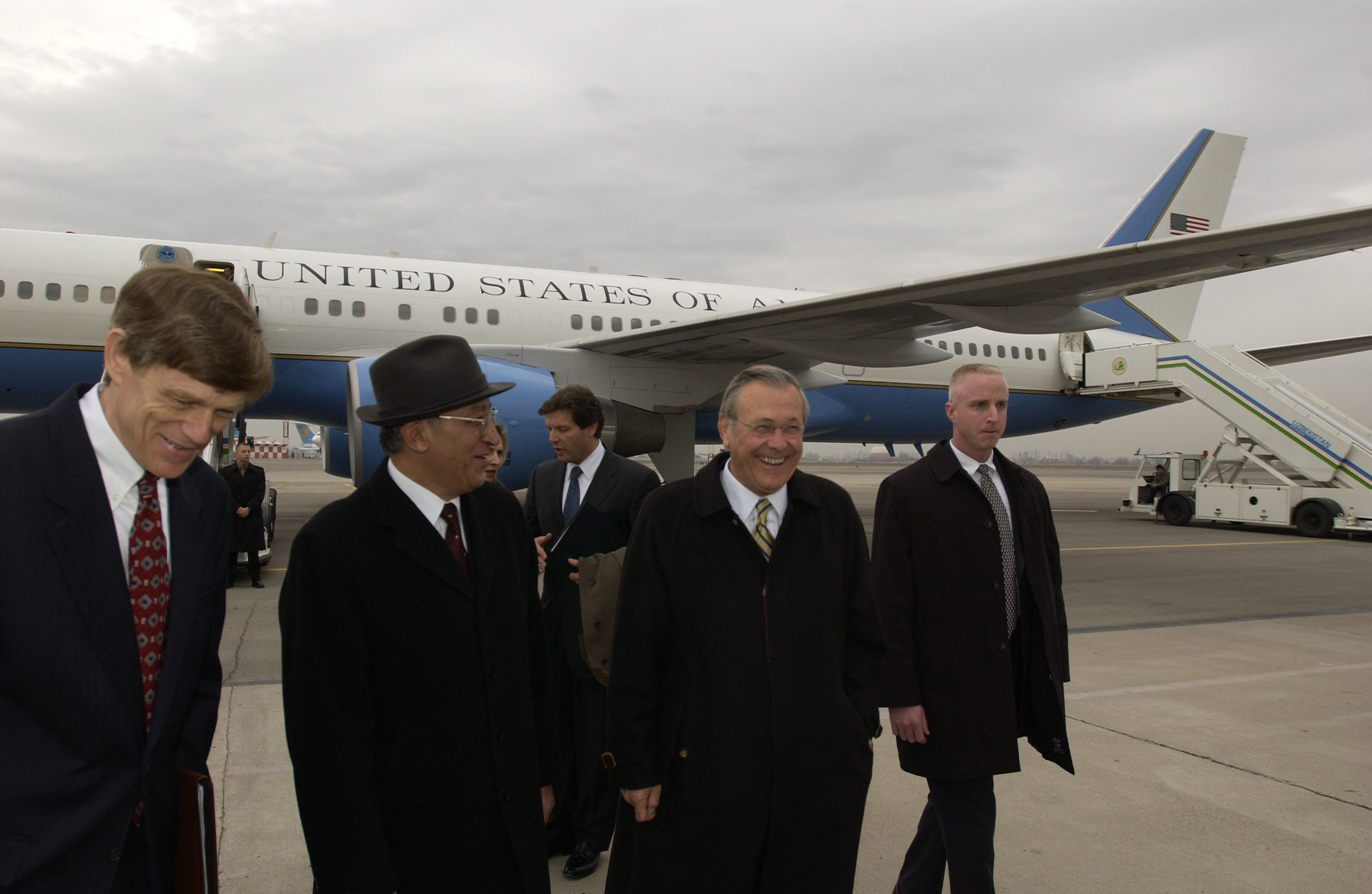
Guliamov con Donald Rumsfeld.

Nació en Tashkent en febrero de 1945. Es hijo del poeta soviético-uzbeko Gʻafur Gʻulom. En 1963 comenzó sus estudios en la Universidad Estatal de Tashkent antes de ser enviado a la Academia de Ciencias de Uzbekistán en 1968. En los 30 años siguientes, trabajó como funcionario de la academia y se convirtió en Secretario Científico Jefe en 1999. Ocupó su primer cargo gubernamental ese mismo año, cuando fue nombrado Viceministro de Defensa y Rector de la Academia de las Fuerzas Armadas de Uzbekistán. En mayo de 1999, fue reclutado por el ejército uzbeko y por decreto presidencial fue ascendido al rango de coronel. En 2000 se convirtió en el primer ministro civil de Defensa del país y, al mismo tiempo, en asesor de Estado del presidente Islam Karimov. Fue despedido de este puesto en 2005, y ha sido investigador principal de la Asociación Física-Sol desde 2006. El 15 de noviembre de 2005, tres días antes de su despido, la Unión Europea publicó una lista de 12 altos funcionarios uzbekos a quienes se les prohibió visitar los Estados miembros de la UE durante un año, lista que incluía a Gulyamov, entre otros. Se emitió en respuesta a larepresión de las protestas en Andiján en mayo de ese año.

## Trabajar como ministro de defensa
Este nombramiento formaba parte de los planes para "establecer un control civil sobre las estructuras militares dentro del estado", según el secretario del Consejo de Seguridad Nacional. Bajo su dirección, el Ministerio de Defensa desempeñó un papel más administrativo y los comandantes del ejército se hicieron cargo de las operaciones militares. Fundó el Centro de Simulación y Modelado de las Fuerzas Armadas en 2004. Dirigió la cooperación militar uzbeka con Estados Unidos tras los ataques del 11 de septiembre y el inicio de la Guerra Global contra el Terrorismo.

## Actividad científica
Sus intereses científicos están relacionados con el estudio de procesos de producción de múltiples partículas en colisiones de hadrones y núcleos con núcleos en el campo de las energías de aceleradores. Líder de una serie de experimentos de emulsión realizados en el CERN (Suiza), los Laboratorios Nacionales Fermi y Brookhaven (EE. UU.), el Instituto Conjunto de Investigación Nuclear y el Instituto de Física de Altas Energías (Protvino, Federación de Rusia). Obtuvo una gran cantidad de datos experimentales sobre colisiones de hadrones y núcleos con núcleos en todo el campo de las energías de los aceleradores. Gulyamov propuso e implementó métodos de análisis de correlación para buscar efectos colectivos en colisiones de núcleos, observó correlaciones dinámicas entre partículas de diferentes regiones cinemáticas y demostró que en las colisiones de núcleos centrales los nacimientos múltiples tienen un carácter multifractal. Analizó críticamente una serie de enfoques teóricos sobre los procesos de nacimiento de partículas en los núcleos, algunos de ellos retirados de la circulación científica o establecieron los límites de su aplicabilidad, lo que permitió establecer la estructura general de tales procesos y reveló los mecanismos dominantes en diferentes áreas de colisiones cinemáticas y jugaron un papel importante en la búsqueda de efectos colectivos. En su carrera científica, realizó un análisis crítico de una serie de enfoques teóricos sobre los procesos de producción de partículas en los núcleos. Por iniciativa de Gulyamov, en 1993 se creó el Instituto de Ciencia de Materiales de la Academia de Ciencias de Uzbekistán y en 1995 se creó la red científica y educativa uzbeka UZSCINET. En 1997 y 2010 propuso organizar un Centro Internacional de Energía Solar en Tashkent. Tiene más de 300 publicaciones científicas, la mayoría de las cuales se publican en revistas internacionales.
Doctor en Ciencias Físicas y Matemáticas (1980), Profesor, Miembro Correspondiente (1989), Académico (1995) de la Academia de Ciencias de Uzbekistán, Miembro de la Academia de Ciencias del Mundo Islámico (1997). En 1993-2000 — Representante de Uzbekistán en el Comité Científico de la OTAN, en 1996-1999 — Miembro del Consejo Científico del programa CORDIS de la Unión Europea, miembro del Comité Permanente de la Unión Internacional de Sociedades Científicas de Ciencia y Tecnología en países en desarrollo (ICSU COSTED).

## Premios
- Premio Estatal de la RSS de Uzbekistán en el campo de la ciencia y la tecnología que lleva el nombre de Al-Biruni (1983)
- Medalla del Oliy Majlis "Mustakillik" (1992)
- Grado de Orden Shon-Sharaf II (2003) [10]